# Walter Stiebeler

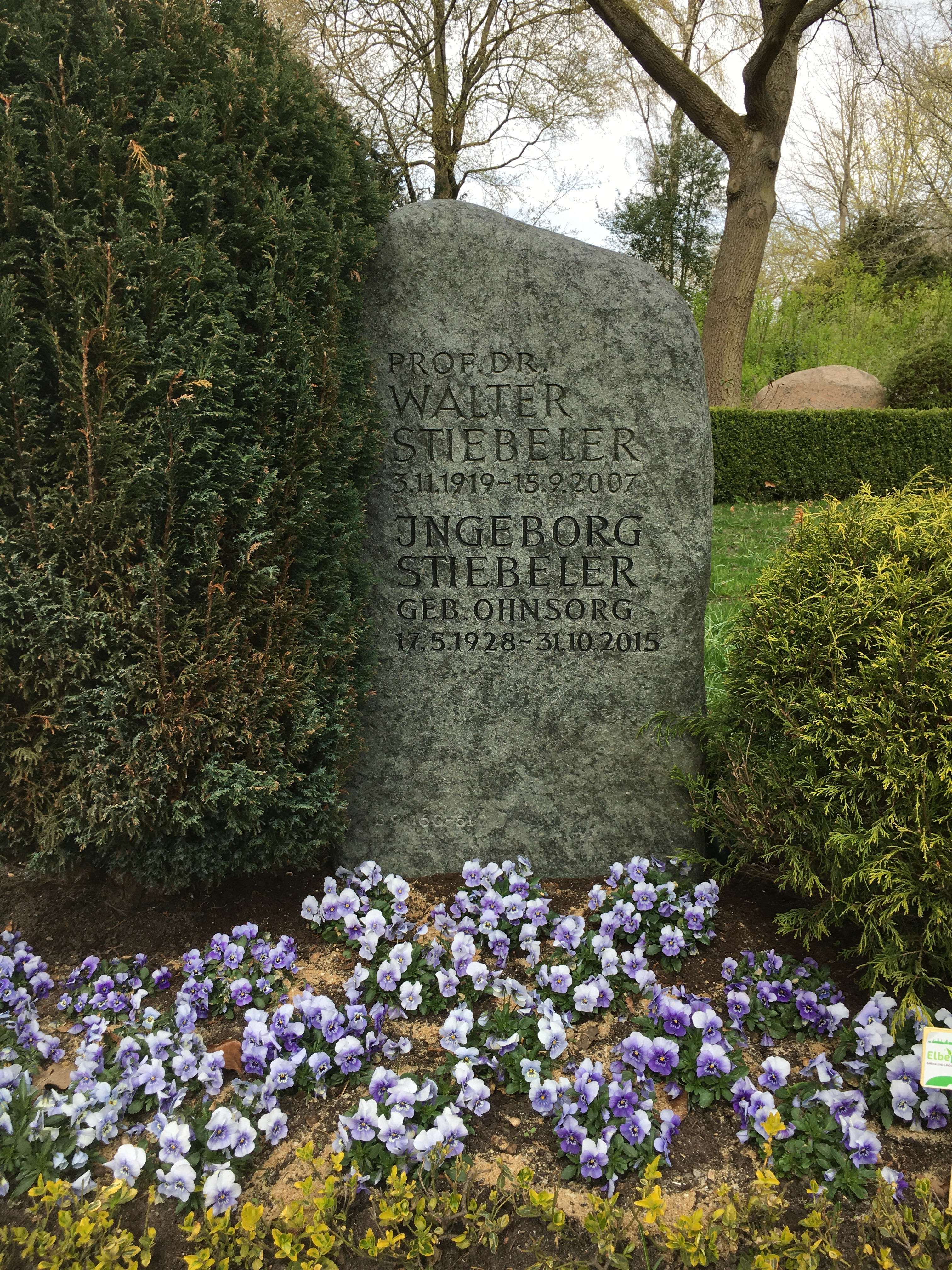
Grabstätte Walter Stiebeler

Walter Stiebeler (* 3. November 1919 in Hamburg; † 15. September 2007 ebenda) war ein deutscher Richter.

## Leben
Stiebeler kehrte nach Arbeits- und Wehrdienst im Zweiten Weltkrieg mit vier Verwundungen 1945 nach Hamburg zurück und begann an der Universität Hamburg im Alter von fast 26 Jahren sein Studium der Rechtswissenschaft. 1950 promovierte er mit der Dissertation Das Verhältnis der Prozeßstandschaft zur Sachlegitimation zum Dr. iur. utr. Er trat 1952 in den hamburgischen Justizdienst ein und wurde Richter. Nach wenigen Wochen wechselte er zur „Senatskommission für die Justizverwaltung“, dem Vorläufer der Justizbehörde. Dort stieg er im Laufe eines Jahrzehnts zum Leitenden Beamten auf.
Stiebeler wurde 1969 zum Vorsitzenden Richter am Hanseatischen Oberlandesgericht und zum Vorsitzenden Richter am Hamburgischen Oberverwaltungsgericht berufen. Von 1969 bis 1984 hatte er die Präsidentschaft des Hamburgischen Verfassungsgerichts inne. Er übte in Personalunion die Präsidentschaft des Hamburgischen Verfassungsgerichts, des Hanseatischen Oberlandesgerichts und des Hamburgischen Oberverwaltungsgerichts aus. Er war damit wohl der letzte so genannte Dreifachpräsident.
Zudem übte Stiebeler das Amt des Präsidenten des Gemeinsamen Prüfungsamtes der Länder Bremen, Hamburg und Schleswig-Holstein sowie des Präsidenten des Allgemeinen Prüfungsamtes für die Einstufige Juristenausbildung in Hamburg aus. Es handelt sich um eine Reform der Juristenausbildung, die von Stiebeler maßgeblich mit konzipiert und umgesetzt worden war.
Stiebeler lehrte auch an der Universität Hamburg im Bereich des Zivilrechts Er erhielt 1983 den Titel Professor verleihen und lehrte bis ins hohe Alter. Zudem war er im Justizprüfungswesen tätig. Im Jahr 1987 wurde ihm der Emil-von-Sauer-Preis verliehen.
Walter Stiebeler verstarb 87-jährig in seiner Geburtsstadt und wurde auf dem Langenbeker Friedhof im Stadtteil Sinstorf (Feld 9) beigesetzt.